# Henri Konan Bédié

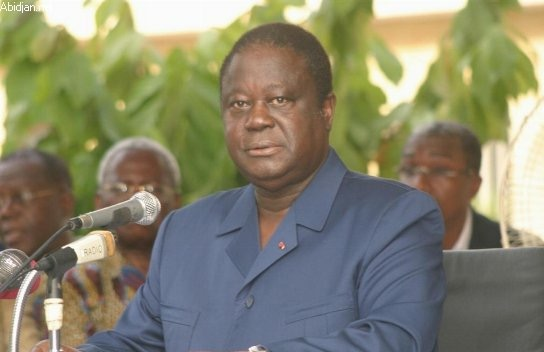
Henri Konan Bédié in 2017

Aimé Henri Konan Bédié (Daoukro, 5 mei 1934 – Cocody (Abidjan), 1 augustus 2023) was een Ivoriaanse politicus. Hij was de tweede president van de Republiek Ivoorkust van 1993 tot 1999. 

## Levensloop
Bédié werd geboren in het oostelijk Centraal-Ivoriaanse Daoukro en behoort tot de Baule-bevolkingsgroep. Hij was een telg uit een vooraanstaande plantersfamilie. Hij studeerde rechten en economie aan de Universiteit van Poitiers in Frankrijk en was advocaat. Na de onafhankelijkheid van Ivoorkust was hij werkzaam bij de ambassade van Ivoorkust in Parijs, in Canada en in Washington. Later werkte hij bij de Verenigde Naties. In 1966 werd hij Ivoriaans ambassadeur bij de VN. Terug in Ivoorkust werd hij in 1966 minister van Economische Zaken en Financiën (tot 1977) onder president Félix Houphouët-Boigny.
Van 1976 tot 1980 was hij speciaal adviseur van de Internationale Financiële Corporatie van de Wereldbank. Van 1980 tot 1993 was hij voorzitter van de Nationale Assemblée van Ivoorkust en lid van het politiek bureau van de Parti démocratique de la Côte d'Ivoire-Rassemblement Démocratique Africain (PDCI). Later werd hij tot voorzitter van het parlement gekozen (herkozen in 1985 en 1986). 
Na het overlijden van president Félix Houphouët-Boigny op 7 december 1993 volgde hij hem in dat ambt op. Als president zette hij zich in voor de verbetering van het lot van de zwakkeren en armen. Daarnaast zette hij zich in voor de volksgezondheid. Daarvoor werd hij in 1996 onderscheiden door de Wereldgezondheidsorganisatie.
In oktober 1995 werd hij tot president gekozen door het Ivoriaanse volk. De verkiezingsuitslag was echter omstreden daar de oppositie de verkiezing  boycotte. Amnesty International berichtte in 1996 dat er onder zijn regime meer politieke gevangenen in de gevangenis zaten dan onder de 33 jaar dat president Félix Houphouët-Boigny, zijn voorganger, aan de macht was. 
Onder president Bédié holde de economie achteruit en ontstonden er spanningen tussen de autochtone bewoners en de westerlingen (voornamelijk Fransen). Later ontstonden er ook religieuze conflicten tussen christenen en moslims. 
In 1995 ontsloeg de president zijn staf-chef, generaal Robert Guéï.
In 1998 had hij opnieuw een ernstig conflict met diezelfde generaal Guéï, op dat moment zijn minister voor Jeugd- en Sportzaken. Deze laatste pleegde op 24 december 1999 een staatsgreep en Bédié moest als president aftreden. Sindsdien leefde hij in ballingschap, vanwaar hij zich verzette tegen de huidige regeringen in Ivoorkust.
Bédié nam deel aan de eerste ronde van de presidentsverkiezingen in 2010. Hij behaalde 25% van de stemmen en ging niet door naar de tweede ronde. 
Bédié overleed op 1 augustus 2023. Hij werd 89 jaar oud.
- Bibliothèque nationale de France: cb126753913 (data)
- Gemeinsame Normdatei: 124025137
- International Standard Name Identifier: 0000 0000 8363 3460
- Library of Congress Control Number: n94002058
- Nederlandse Thesaurus van Auteursnamen: 149177496
- Réseau des bibliothèques de Suisse occidentale: 02-A005715006
- Système universitaire de documentation: 050126369
- Virtual International Authority File: 22156323
- WorldCat: E39PBJdmp9fjppkDJkPGwKDrMP